# Cristóvão Esteves de Espargosa
Dr. Cristóvão Esteves de Espargosa foi um jurista português.

## Família
Filho de Branca Esteves, de Mértola, amante de D. João de Sousa, do qual teve Cristóvão Esteves de Espargosa que, com grande número de testemunhas e alguns papéis deixados por sua mãe, provou a filiação, demonstrando estar já concebido quando ela casou com Mestre Estêvão Castelhano.
Branca Esteves, mãe de Cristóvão Esteves de Espargosa, casou, com se disse, com Mestre Estêvão Castelhano, morador e Boticário na cidade de Beja, de nacionalidade Castelhana, Cristão-Novo, que se diz ser Afilhado de Bernardim Freire de Andrade e chamar-se, antes de purificado pelo Baptismo, Isaac. Deste casamento teve Bernardim Esteves de Alte, feito Fidalgo de Solar por D. João III, por Carta e Alvará de 21 de Fevereiro de 1550, na e no qual sana o defeito de nascimento. Uma vez viúva, Branca Esteves teve, de João Pedroso, Tabelião de Beja, Mateus Esteves de Alte, casado com Ana Pais, filha de Vicente Fernandes Janeiro e de sua mulher Maria Pais de Matos, ambos de Cuba, de quem teve dois filhos e duas filhas, dos quais descendem os deste Apelido, tomado da Quinta da Salsa de Alte, que ficava no termo da vila de Serpa. Diz-se que depois se recebeu novamente com Cristóvão Velho, natural de Cuba.
Se bem que Cristóvão Esteves de Espargosa não fosse filho de Mestre Estêvão, foi-lhe suprido o defeito de nascimento por Carta Régia de 29 de Agosto de 1533, o que parece demonstrar a origem Judaica dos de Espargosa.

## Biografia
Este Cristóvão Esteves de Espargosa, letrado de grande capacidade e bom procedimento, foi do Conselho de D. João III de Portugal, do seu Desembargo do Paço, e casou com Isabel Pinto, filha de João Lopes Pinto, de quem teve diversos filhos, que seguiram o seu Apelido, tomado da Quinta de Espargosa, que o Rei lhe deu por Solar.
Cristóvão Esteves instituiu, com a mulher, Morgado das suas terças e das legítimas de dois filhos, Estêvão de Espargosa e Guiomar de Espargosa, Freira no Mosteiro de Cós. Nesta instituição chamaram para 1.º Administrador o filho Estêvão de Espargosa e seus descendentes e, na falta destes, sua filha Branca de Espargosa, casada com o Desembargador Rodrigo Monteiro, seus filhos e descendentes e, na falta de todos, ao parente mais próximo. Era cabeça deste Morgado uma quinta no Vale da Pinta, termo de Santarém, com todas as pertenças, casais, vinhas e olivais, matos e casas, o casal foreiro à Ordem do Hospital, a Quinta de Espargosa com a Herdade do Moutinho, no termo de Mértola, várias casas em Évora, a Quinta da Silveira, no termo desta cidade, e outra quinta no termo de Lisboa, com várias propriedades. A escritura da instituição foi feita a 7 de Junho de 1543, em Lisboa, na Ribeira, onde moravam, pelo Tabelião Henrique Nunes.
As Armas dos de Espargosa, concedidas por Carta de 3 de Novembro de 1533 ao Licenciado Cristóvão Esteves de Espargosa, são: de azul, com um castelo de prata, lavrado de negro, aberto de verde, e um leão de ouro brocante sobre o lado esquerdo do castelo e rampante contra a porta; timbre: o castelo do escudo, rematado por um ramo de espargueira de ouro, florido do mesmo.

## Casamento e descendência
Casou primeira vez com Isabel Pinto, filha de João Lopes Pinto, de quem teve um filho e quatro filhas: 
- Estêvão de Espargosa e Sousa, casado com D. Joana de Eça, filha de D. Francisco de Eça e de sua mulher Maria de Ataíde, de quem teve três filhos e quatro filhas
- Brites de Espargosa, casada com D. Luís de Noronha, filho de D. Afonso ou Rodrigo de Noronha e de sua mulher Beatriz Penteado, de quem teve dois filhos e uma filha
- Violante ou Isabel de Espargosa, casada com Nuno Fernandes de Mariz, filho de Afonso Anes de Andrade e de sua mulher Beatriz de Mariz, de quem teve quatro filhos e duas filhas
- Branca de Espargosa[5], casada com Rodrigo Monteiro, de quem teve dois filhos e uma filha
- Violante de Espargosa[6], casada com Diogo Fernandes de Carvalho

Casou segunda vez com Isabel Coutinho, sem geração.